# Pilgrimssånger
Pilgrimssånger är en tidig frikyrklig, baptistiskt inriktad psalmbok vars titel särskrevs och hade två versaler i den fullständiga titel: Pilgrims-Sånger på vägen till det himmelska Sion, samlade och utgifna af G. & P. Palmquist. Utgivningen började i mitten av 1800-talet, före 1859. De tidigaste upplagorna anger inte utgivningsår. Totalt utkom verket i fyrtiotre upplagor. Några är olika versioner, men flertalet nya tryckningar av samma ursprungliga utgåva, med eller utan melodierna. En utgåva är en amerikansk samtryckning med Hemlandssånger, Ahnfelts Sånger och Pilgrims-Sånger 1881, som utgavs i 2 upplagor.
Pilgrims-Sånger ersattes i Sverige med Psalmisten (1880). 
Den nya psalmboken möttes inte av så stort gensvar, varför det ansågs lämpligt att revidera de tidigare Pilgrimssångerna och "Nya Pilgrimssånger" gavs ut 1892.
Ett exempel på sång som publicerades är Lina Sandell-Bergs psalmtext Herre, mitt hjärta längtar. 
Melodier till "Pilgrims-sånger på vägen till det himmelska Sion gavs ut 1860. Fjärde upplagan gavs ut 1886.

## Psalmer (urval)
- 1. Upp, syndare! "Upp, syndaträl!"
- 2. Yttersta dagen "O! hvad sorg och qvidan"
- 3. Till en tvekande själ "Dyra själ! vill du ej gifva"
- 4. Ack, visste du!
- 5. Inbjudning "Vi vandre hem till himlens fröjd"
- 6. Syndare, kom till Jesus! "Hör, o syndare! dig ropar"
- 8. Syndare lyssna! "Syndare, kan du förakta"
- 10. Jubel-året "O! låt med kraftigt ljud"
- 170. Lofver nu Herren!
- 171. Upp, min själ, att Herran lofva
- 172. Mitt hjerta tacke, prise Herran!
- 173. Lofsjungom Herrans Jesu kärlek
- 174. Högtid för handen är
- 175 Stäm in i änglars chor
- 176 Kom, låtom oss på barnavis
- 177 Kom, sjung med dem som Herren se
- 179 Hör hur himlens sånger skalla
- 181. Hur skall jag min Jesum nog prisa och ära
- 183. Re'n bådar morgonstjernan
- 185. Åter ett nådligt år har försvunnit!
- 186. Jesu! dina arma små
- 187. När jag fått klädning, skor och ring
- 189. Jag står på stormig Jordanstrand
- 190. Hur ljuvt att betänka
- 198 Ack, jag längtar hem
- 200. Hvar är de Christnas fosterland?
- 201. Jag längtar till himlen från sorger och strid
- 202. Härute bland sorger och nöd och besvär
- 203 Herre! fördälj ej ditt ansigte för mig
- 204. O! jag vet en gång
- 205. Tänk när en gång allt märker har försvunnit
- 207. Jag vet ett land det Jesus bor
- 208. O land! du sälla andars land
- 209. Hvar det blir godt att vakna
- 210. Hem! hem! namn som hugsvalar!
- 211. O, hvad salighet Gud vill skänka
- 213. Ett fjerran land jag vet
- 214. Hem till min vän
- 215. Till Fridens hem, till rätta fadershuset
- 216. Ack, sälla stund, jag efterlängtar
- 221. Amen, lof, ära, nu sjunga med fröjd
- 225. Jag har en vän
- O, mildaste Guds Lamm! av Per Ulrik Stenhammar
- Vår Gud är oss en väldig borg.
- O! Guds Lamb!